# HD 146003
HD 146003，又名CP-53 7594，SAO 243526、HR 6055，是一颗恒星，视星等为5.44，位于銀經330.4，銀緯-2.27，其B1900.0坐标为赤經16h 8m 53.5s，赤緯-53° -2.27′ 36″。